# Horst Langes
Horst Langes (ur. 2 grudnia 1928 w Koblencji) – niemiecki polityk, samorządowiec i nauczyciel, poseł do Parlamentu Europejskiego I, II i III kadencji.

## Życiorys
Uczył się w gimnazjum w Koblencji. Naukę przerwało przymusowe wcielenie do Wehrmachtu, w trakcie II wojny światowej został ranny i trafił do niewoli. W 1948 zdał egzamin maturalny, następnie do 1954 studiował literaturę i język niemiecki, historię, teologię katolicką oraz politologię na Uniwersytecie Ludwika i Maksymiliana w Monachium oraz na Uniwersytecie Johannesa Gutenberga w Moguncji. W 1954 i 1956 zdał egzaminy nauczycielskie (odpowiednio pierwszego i drugiego stopnia). Pracował jako nauczyciel, dochodząc do stopnia służbowego studiendirektor i zostając dyrektorem szkoły.
W 1952 zaangażował się w działalność Unii Chrześcijańsko-Demokratycznej. Należał do jej młodzieżówki Junge Union, od 1956 kierując jej kołem w Trewirze. W latach 1962–1991 kierował trewirskimi strukturami partii, od 1963 do 1984 zasiadał w tamtejszej radzie miejskiej. W latach 1967–1974 i w 1975 zasiadał w landtagu Nadrenii-Palatynatu, od 1975 do 1979 był sekretarzem stanu w ministerstwie kultury tego kraju związkowego. Od 1986 zasiadał w prezydium Międzynarodówki Chadeckiej, wybrano go tam skarbnikiem.
W 1979 został po raz pierwszy wybrany do Parlamentu Europejskiego, w 1984 i 1989 uzyskał reelekcję. Przystąpił do frakcji Europejskiej Partii Ludowej, był członkiem jej prezydium (1982–1984, 1985–1994) i wiceprzewodniczącym (styczeń-lipiec 1994). Należał m.in. do Komisji Budżetowej oraz Delegacji ds. stosunków z państwami Ameryki Środkowej i Meksyku. Po odejściu z Europarlamentu działał w Fundacji Roberta Schumana, a od 1995 do 2007 był konsulem honorowym Wielkiego Księstwa Luksemburga w Trewirze.

## Życie prywatne
Jest katolikiem. Żonaty, ma pięcioro dzieci. Opublikował jako autor i współautor (m.in. z Walterem Kasperem i Markiem Jędraszewskim) kilka książek poświęconych wartościom chrześcijańskim.

## Odznaczenia i wyróżnienia
Otrzymał liczne odznaczenia i wyróżnienia, m.in.:
- Krzyż Żelazny 2. klasy (jako ranny w walce),
- Orderu Zasługi Republiki Federalnej Niemiec: Krzyż Zasługi I Klasy i Wielki Krzyż Zasługi z Gwiazdą (1995),
- Wielki Oficer Orderu Korony Dębowej Wielkiego Księcia Luksemburga (1990),
- Kawaler Orderu Narodowego Legii Honorowej (1994),
- Oficer Orderu Zasługi Rzeczypospolitej Polskiej (1995),
- Wieka Złota Odznaka Honorowa za Zasługi dla Republiki Austrii (1995),
- Medal im. Roberta Schumana przyznawane przez Europejską Partię Ludową (1995),
- Wielki Oficer Orderu Zasługi Republiki Włoskiej (2002),
- Krzyż Wielki Orderu Królowej Isabelli Kastylijskiej (2003),
- Krzyż Wielki Orderu Bernardo O’Higginsa.